# 黃華成
黃華成（1935年6月6日—1996年5月7日），臺灣前衛藝術家、平面設計師。活動領域包括文學創作、實驗劇場、實驗電影、行為藝術等。

## 生平
祖籍廣東中山，生於南京，生長於上海。1949年全家遷臺灣。板橋中學、臺灣省立師範大學藝術系畢業。退伍後從事美術設計。
1965年，黃華成和莊靈、邱剛健、陳映真、劉大任等人共同創辦《劇場》雜誌，並開始發表小說和劇本。同年9月，《劇場》同仁在臺北公演萨缪尔·贝克特的荒诞派戏剧《等待果陀》，黃華成擔任演員兼舞台設計，同日並搬演由黃華成撰寫劇本，由莊靈與劉引商主演的實驗劇《先知》。
1966年，黃華成開始發表實驗短片，並刊登〈大台北畫派宣言〉。同年8月27日舉行「大台北畫派1966秋展」，但畫派成員僅黃一人，畫展現場只有現成物構成的裝置藝術而沒有傳統繪畫作品。
1968至1970年，黃華成曾到香港邵氏兄弟公司擔任電影編劇和雜誌美工。返臺後，除了繼續平面廣告設計之外，也開始設計圖書封面，在1970年代曾為遠景出版公司的一系列書籍製作封面。1996年因肺癌去世，享壽61歲。
黃華成的文學及藝術作品在他生前不曾結集出版，因此名聲不顯。2020年臺北市立美術館由張世倫研究策展、黃華成友人張照堂擔任諮詢顧問，舉行「未完成，黃華成」大型特展，首度對其畢生的跨領域創作進行完整評估。